# Магніто-оптична пастка

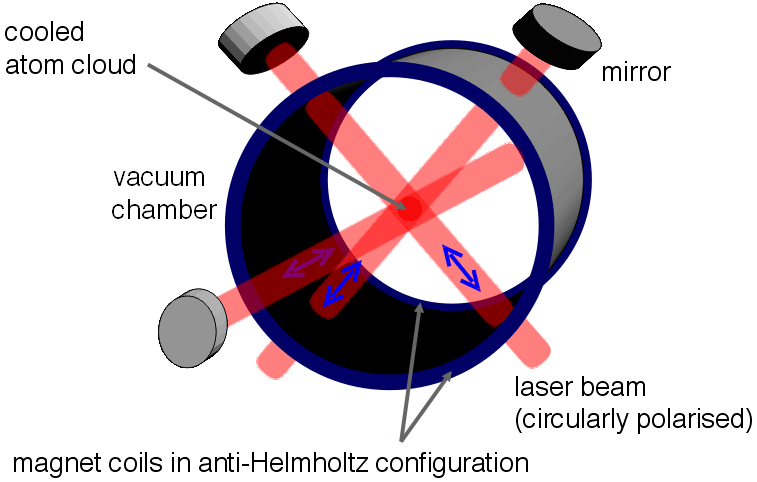
Схематична будова магніто-оптичної пастки

Магні́то-опти́чна па́стка (англійське скорочення MOT) — пристрій, який використовується для лазерного охолодження і магніто-оптичного захоплення для отримання груп холодних, нейтральних атомів при температурах порядку декількох сотень або десятків мікрокельвіна.
Даний метод дозволяє захоплювати нейтральні атоми, на відміну від пасток Пеннінга і Пауля, які працюють тільки з зарядженими частинками.

## Історія
Спроектована і реалізована в 1987 році Стівеном Чу (Bell Labs). У першій установці використовувалося доплерівське охолодження, були досягнуті температури близько 600 мікрокельвінів (300—1000 мкК), час утримання — понад 2 хвилини, густина нейтральних атомів Na 2*1011 ат / см, кількість атомів понад 107. [1]
За створення МОП і дослідження з її застосування Стівен Чу був удостоєний Нобелівської премії з фізики за 1997 рік.

## Пристрій
Магніто-оптична пастка є розвитком первинної схеми Стіва Чу з охолодження атомів в оптичній патоці. Охолодження відбувалося у вакуумній камері, в області, в якій перетиналися шість лазерних охолоджуючих пучків (по два уздовж кожної осі, їх часто отримують за допомогою 3 лазерів і 3 дзеркал). Через дію сили тяжіння охолоджені атоми швидко, за час порядку однієї секунди, випадали з охолоджувальної області. Для компенсації тяжіння в установці за допомогою двох соленоїдів створювалося квадрупольне магнітне поле. Магніти розміщуються співвісно перед і після області патоки, в конфігурації, схожій з кільцями Гельмгольца. На відміну від схеми Гельмгольца струм у котушках тече в протилежних напрямках.

## Примітка
MOT часто використовуються як перший етап в отриманні конденсату Бозе — Ейнштейна, в тому числі використовувалися в експериментах з атомними лазерами.
Можуть використовуватися в атомних годинниках підвищеної точності.
Охолоджений в MOT 133Cs використовувався для отримання найточніших вимірювань порушення CP-симетрії.